# André Riedl
Pour les articles homonymes, voir Riedl.
André Riedl (Montréal, 10 octobre 1940 - Saint-Hyacinthe, 5 avril 2023) est un homme d'affaires et un homme politique québécois. Il a été député de la circonscription d'Iberville à l'Assemblée nationale du Québec de 2007 à 2008. Élu sous la bannière de l'Action démocratique du Québec, le 23 octobre 2008, il quitte ce parti pour le Parti libéral du Québec. Il est vaincu à l'élection générale québécoise de 2008.

## Biographie
Né dans le quartier Saint-Henri de Montréal, il suit une formation en 1957 dans les Forces armées canadiennes. De 1993 à 2002, il est président de la division canadienne du BOC GROUP, un fabricant de gaz industriels et médicaux actif dans 45 pays. André Riedl est mandaté en 1993 pour redresser cette entreprise afin qu'elle retrouve sa croissance et sa rentabilité.
Durant son mandat à l'ADQ, il est porte-parole de l'opposition officielle en matière d'affaires internationales et d'exportation. 
Le 23 octobre 2008, André Riedl change d'allégeance politique et passe de l'ADQ au Parti libéral du Québec,. À l'élection générale québécoise de 2008, il est vaincu par la péquiste Marie Bouillé. Il reçoit une nomination du gouvernement libéral le 12 août 2009 comme membre du conseil d'administration de la SGF.
Riedl est également conférencier international et formateur agréé (loi 90 du Québec) ainsi que mentor pour plusieurs chefs d’entreprises canadiennes et américaines.
André Riedl meurt le 5 avril 2023 à Saint-Hyacinthe. Il était âgé de 82 ans,.